# Forte da Laginha

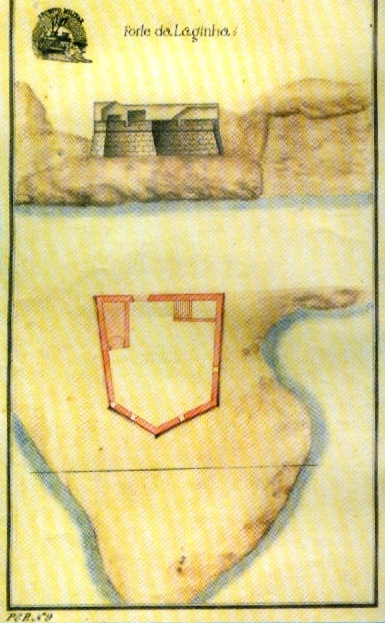
Forte da Laginha (José Rodrigo de Almeida, 1830, GEAEM).

O Forte da Laginha, também denominado como Forte da Ribeirinha, localizava-se na Serretinha, ao fundo da Canada das Vinhas, freguesia da Ribeirinha, concelho de Angra do Heroísmo, na costa sul da ilha Terceira, nos Açores.
Em posição dominante sobre este trecho do litoral, constituiu-se em uma fortificação destinada à defesa deste ancoradouro contra os ataques de piratas e corsários, outrora frequentes nesta região do oceano Atlântico.

## História
A sua construção remontará ao contexto da crise de sucessão de 1580, entre 1579 e 1581, por determinação do então corregedor dos Açores, Ciprião de Figueiredo e Vasconcelos conforme o plano de defesa da ilha elaborado pelo arquiteto militar italiano Tommaso Benedetto.
No contexto da Guerra da Sucessão Espanhola (1702-1714) encontra-se referido como "O Reduto das Laginhas na costa." na relação "Fortificações nos Açores existentes em 1710".
Com a instalação da Capitania Geral dos Açores, o seu estado foi assim reportado:
"1º - Forte da Laginha. Este forte carece a porta concertada e as suas muralhas precisam ser encascadas e rebuçadas e da parte do nascente precisa ser mociçada a sapata e guarnecida de cantaria. O seu quartel precisa a porta e a tarimba concertada. Tem quatro peças de ferro boas e os reparos de duas precisam ser concertados. Precisa para se guarnecer quatro artilheiros e dezeseis auxiliares."
Encontra-se referido como "Forte da Laginha" no relatório "Revista dos fortes e redutos da ilha Terceira", do capitão de Infantaria Francisco Xavier Machado (1772).
Encontra-se referido como "1. Forte da Laginha da Ponta da Feteira" no relatório "Revista aos fortes que defendem a costa da ilha Terceira", do Ajudante de Ordens Manoel Correa Branco (1776), que lhe relata a ruína:
"Este Forte careçe das suas muralhas e parapeitos por dentro, e por fora, rachado, guarnecido, e rebocado; a caza da guarda de uma verga, e o portão de outra; o torrião aonde se fas sentinellas hade mister feito de novo, e nelle hua guarita; tambem perciza hú tilheiro p.ª recolher a Artelharia no Inverno, e a tropa que guarnecer o dito Forte."
Em 1778 continuava bastante deteriorado, conservando as quatro peças.[carece de fontes?] Considerando-se que a artilharia então existente na Terceira ainda era a da época da Dinastia Filipina, conforme informara Júdice em 1767, deduz-se que as peças na Laginha remontavam ao período da edificação do forte.
Foram tenentes-comandantes deste forte Manuel de Barcelos Machado Evangelho (por nomeação de 10 de maio de 1794) e José de Barcelos Machado Evangelho.
No contexto da Guerra Civil Portuguesa (1828-1834) voltou a revestir-se de importância estratégica, constando o seu alçado e planta na "Colecção de Plantas e Alçados de 32 Fortalezas dos Açores, por Joze Rodrigo d'Almeida em 1830", atualmente no Gabinete de Estudos de Arquitetura e Engenharia Militar, em Lisboa.
A "Relação" do marechal de campo Barão de Bastos em 1862 informa que dele "Apenas existem vestígios".
O seu local foi ocupado militarmente durante a Segunda Guerra Mundial. Para a construção da casa da guarnição, hoje também desaparecida, terão sido empregues as últimas pedras do antigo forte.

## Características
De tipo abaluartado, de pequenas dimensões, apresentava planta pentagonal irregular. Constituía-se numa plataforma lajeada, adaptada à configuração do terreno, com muralha de cantaria de pedra, rasgadas por quatro canhoneiras. Possuía edificação com a função de paiol e casa da palamenta adossada à gola e ao flanco direito. À esquerda do portão, rasgada na gola, uma escada dava acesso a um pequeno torreão.